# Projekt Revolution
프로젝트 레벌루션(Projekt Revolution)은 1년마다 린킨 파크가 미국에서 여는 콘서트 투어이다. 2007년에는 토론토도 포함해 공연을 선보였다. 또한 프로젝트 레벌루션은 플라시보, 아데마, 사이프레스 힐, 스눕 독, 마이 케미컬 로맨스, 머드 베인 등 유명한 아티스트들과 공연을 선보인다.

## 2002년 프로젝트 레벌루션
- 린킨 파크
- 사이프레스 힐
- 아데마
- DJ Z-Trip

## 2003년 프로젝트 레벌루션
- 린킨 파크
- 머드 베인
- 엑스 지빗
- 블라인드사이드

## 2004년 프로젝트 레벌루션
2004년에는 처음으로 레벌루션 스테이지, 메인 스테이지로 분류해 공연을 펼쳤다. 또한 얼마 간 힙합의 비중이 줄어들었다. 또한 임시로 DJ Z-Trip이 투어 진행자를 맡기도 했다.
- 메인 스테이지

린킨 파크, 콘, 스눕 독, 유즈드, 리스 댄 제이크
- 레벌루션 스테이지

고스트페이스, 퓨너럴 포 어 프렌드, 다운셋, M.O.P., 마이크 V. 앤 더 랫츠, 인스트럭션, 노 워닝, 오토파일럿 오프

## 2007년 프로젝트 레벌루션
- 메인 스테이지

린킨 파크, 마이 케미컬 로맨스, 테이킹 백 선데이, HIM, 플라시보, 줄리앙-K
- 레벌루션 스테이지

마인드리스 셀프 인덜전스, 세이오신, 블레드, 스타일스 오브 비욘드, 메디나 레이크, 아트 오브 카오스 (서부, 텍사스 투어 때 참가)

## 2008년 프로젝트 레벌루션
린킨 파크는 오는 여름 프로젝트 레벌루션을 할 의사를 알렸다. 참여하는 밴드와 상세 일정은 몇 달 후에 공지하겠다고 알렸다. 또한 이번 프로젝트 레벌루션은 처음으로 북미 지역뿐만이 아닌 유럽 등지에서도 진행될 예정이다.

### 미국
- 메인 스테이지

린킨 파크, 크리스 코넬, 브레이버리, 애시스 디바이드
- 레벌루션 스테이지

아트레유, 10 이어스, 호손 헤이츠, 아머 포 슬립, 스트릿 드럼 코프스

### 영국
- 메인 스테이지

린킨 파크, 제이-지(한 공연만 출연), 펜덜럼, 너드, 엔터 시카리, 브레이버리

### 독일
- 메인 스테이지

린킨 파크, HIM, 너드, 브레이버리, 이너파티시스템